# Gerygone palpebrosa
A Gerygone palpebrosa a madarak osztályának verébalakúak (Passeriformes) rendjébe és az ausztrálposzáta-félék (Acanthizidae) családjába tartozó faj. A családot egyes szervezetek a gyémántmadárfélék (Pardalotidae) családjának, Acanthizinae alcsaládjáként sorolják be.

## Rendszerezése
A fajt Alfred Russel Wallace brit naturalista írta le 1865-ben.

## Alfajai
- Gerygone palpebrosa flavida E. P. Ramsay, 1877
- Gerygone palpebrosa inconspicua E. P. Ramsay, 1878
- Gerygone palpebrosa palpebrosa Wallace, 1865
- Gerygone palpebrosa personata Gould, 1866
- Gerygone palpebrosa tarara Rand, 1941
- Gerygone palpebrosa wahnesi (A. B. Meyer, 1899)[1]

## Előfordulása
Ausztrália északkeleti részén, Indonézia és Pápua Új-Guinea területén részén honos. A természetes szubtrópusi és trópusi síkvidéki és hegyi esőerdők, valamint cserjések.

## Megjelenése
Testhossza 10–11,5 centiméter, testtömege 8 gramm. A hím torka fekete.
|  |

## Életmódja
Rovarokkal táplálkozik.